# Willie O'Neill
Pour les articles homonymes, voir O'Neill.
Willie O'Neill est un footballeur écossais né le 30 décembre 1940 à Glasgow et mort le 28 avril 2011 à Airdrie. Il évoluait au poste de défenseur.

## Biographie
Willie O'Neill est formé au Celtic FC.
Il dispute la Coupe des clubs champions en 1966-67, il joue les doubles confrontations contre le FC Zurich et le FC Nantes. Même si O'Neill ne joue plus aucun match ensuite, les Lisbon Lions remportent la compétition et il est sacré Champion d'Europe,.
Il dispute le match retour de la Coupe intercontinentale 1967 contre le Racing Club : après deux matchs remportés par chacune des deux équipes 2-1, le Celtic perd en match d'appui en Uruguay.
En 1969, il rejoint le Carlisle United.
Il raccroche les crampons en 1971.

## Palmarès
| Celtic FC - Coupe des clubs champions (1) : - Vainqueur : 1966-67. - Championnat d'Ecosse (4) : - Vainqueur : 1966, 1967, 1968, 1969 - Coupe d'Ecosse (3) - vainqueur : 1965, 1967, 1969 |